# Déjà Vu (Giorgio-Moroder-Lied)
Déjà Vu ist ein Lied des italienischen Musikproduzenten Giorgio Moroder mit Gesang der australischen Sängerin Sia. Das Lied ist die dritte Single von Moroders gleichnamigem Album. Es wurde am 17. April 2015 veröffentlicht.

## Entstehungsgeschichte
Giorgio Moroder komponierte das Lied zunächst alleine und sandte die fertige Komposition an Sia, Sie ergänzte die Topline, also das Zusammenspiel zwischen Gesangsmelodie und Songtext und schrieb auch die kompletten Lyrics zum Song. Anschließend nahm sie ihn auf und kümmerte sich auch um die Overdubs. Musikalisch versuchte Moroder auf dem Track elektronische Musik mit dem alten Disco-Sound zu kombinieren.
Nach 74 Is the New 24 (2014) und Right Here, Right Now (2015) ist Déjà Vu die dritte Singleauskopplung aus dem gleichnamigen Album von Moroder. Zusammen mit den beiden anderen Songs war es auch einer der drei Songs, die bei der Vorbestellung des Albums direkt heruntergeladen werden konnte. Das Album selbst erschien am 17. Juni 2015, also zwei Monate nach der Single.

## Musikvideo
Unter der Regie von Alexandra Dahlström folgt das Musikvideo einem jungen Mann (gespielt von Drew Lipson), der ein Hotel besucht und mehrfach auf Sia-Lookalikes trifft, die entweder liebevoll und liebenswürdig oder manipulativ und böse auf den Mann sind, der aber keinen Unterschied zwischen den Doppelgängerinnen erkennen kann. Moroder selbst tritt als Limousinen-Fahrer auf, der dem jungen Mann den Tipp gibt, nicht selbst auf die Frauen zuzugehen, sondern eher vor ihnen fliehen soll. Des Weiteren ist er auch als DJ zu sehen. Sia selbst ist in dem Clip im Übrigen nicht zu sehen, ihre originale Perücke dagegen schon. Ein Teaser für das Video wurde am 30. April veröffentlicht, die offizielle Video-Premiere fand am 5. Mai 2015 statt.

## Titelliste
Download – Single
1. „Déjà Vu“ – 3:20

Download – Remixe
1. „Déjà Vu“ (Thin White Duke Remix) – 5:23
2. „Déjà Vu“ (Benny Benassi Club Remix) – 4:50
3. „Déjà Vu“ (Felix Jaehn Club Remix) – 5:37
4. „Déjà Vu“ (Salute Remix) – 3:42

## Veröffentlichungen
| Land     | Datum          | Label                             |
| -------- | -------------- | --------------------------------- |
| Weltweit | 17. April 2015 | - Giorgio Moroder Music LLC - RCA |
| Italien  | 15. Mai 2015   | - Giorgio Moroder Music LLC - RCA |
| USA      | 19. Mai 2015   | RCA                               |
| Weltweit | 19. Juni 2015  | - Giorgio Moroder Music LLC - RCA |

## Titel in anderen Sprachen
| Sprache  | Interpret                  | Datum      |
| -------- | -------------------------- | ---------- |
| Russisch | Grey Wiese (APPolonovGang) | 24.11.2018 |